# Рискин, Нета
Нета Рискин (ивр. נטע ריסקין‎, род. 28 октября 1976, Тель-Авив, Израиль) — израильская актриса и журналистка, наиболее известная по роли Гити Вайс в телесериале «Штисель».
Рискин научила американскую актрису израильского происхождения Натали Портман говорить на иврите с израильским акцентом в «Повести о любви и тьме».
Родилась в семье светских еврейских родителей-архитекторов. Её мать также родилась в Израиле. А отец, переживший Холокост, родился в Литве. Дедушка Ашер Глиберман был израильским архитектором, иммигрировавшим из Беларуси.

## Фильмография

### Фильмы
- Повесть о любви и тьме (2015) — Хая
- Стратегия Оппенгеймера (2016) — Ханна
- Дамасский ковёр[англ.] (2017) — Яэль
- Тоска[англ.] (2017) — Яэль
- Приют (2018) — Наоми

### Телевидение
- Ячейка Гординых (2012-2015) — Нати Ганот/Наталья Гордин
- Штисель (2013–2021) — Гити Вайс
- Тель-Авив-Крими (2016) — Ронит Леви
- Ложный флаг[англ.] (2018-2019) — Анат Кедми
- Очень важная персона (2019) — Эли Шайн
- Шпион (2019) — Това